# ایو روشه (شرکت)
ایو روشه (فرانسوی: Yves Rocher‎) شرکت تولید لوازم آرایشی و بهداشتی است که سال ۱۹۵۹ توسط ایو روشه در لا گاسیلی بنیان گذاشته شد.